# Libia romana

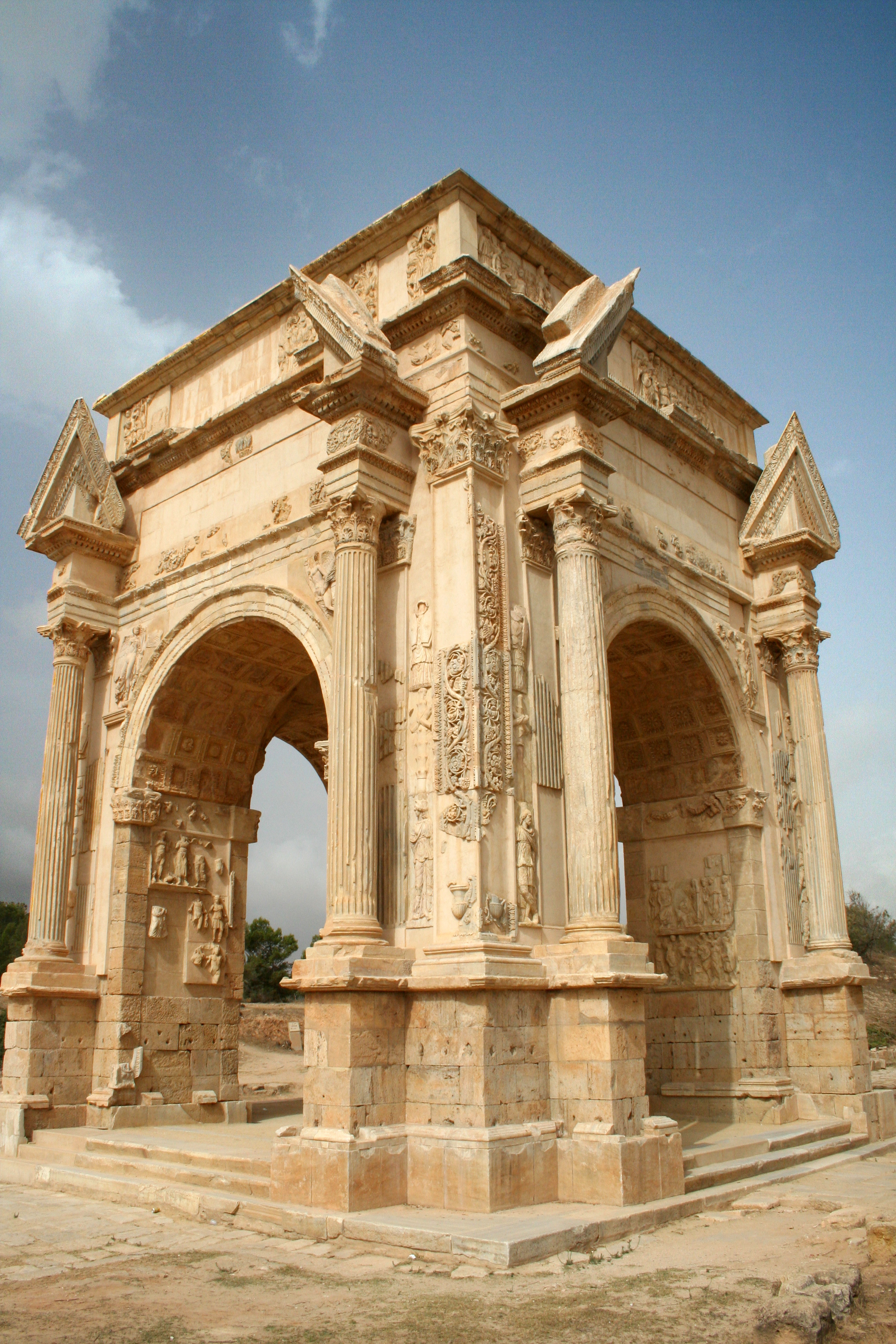
El Arco de Septimio Severo en Leptis Magna

El área del norte de África que se conoce como Libia desde 1911 estuvo bajo dominio romano entre 146 a. C. y 672 d. C. El nombre latino Libia en ese momento se refería al continente de África en general. Lo que ahora es la costa de Libia se conocía como Tripolitania y Pentápolis, dividida entre la provincia de África en el oeste y Creta et Cyrenaica en el este. El emperador Diocleciano separó en 296 la administración de Creta de Cirenaica y en esta última formó las nuevas provincias de "Alta Libia" y "Baja Libia", utilizando el término Libia como estado político por primera vez en la historia.

## Historia
Después de la conquista y destrucción de Cártago en 146 a. C., el noroeste de África quedó bajo el dominio romano y, poco después, la zona costera de lo que ahora es el oeste de Libia se estableció como una provincia con el nombre de Tripolitania, cuya capital y principal centro comercial y puerto de la región era Leptis Magna.
En 96 a. C. Roma obtuvo pacíficamente Cirenaica, legada en testamento por el rey Ptolomeo Apión, con la llamada Pentápolis soberana, formada por las ciudades de Cirene (cerca del moderno pueblo de Shahat), su puerto de Apolonia, Arsinoe (Tocra), Berenice (cerca de la actual Bengasi) y Barce (Marj), que se transformarían en una provincia romana un par de décadas después, en 74 a. C. El avance romano hacia el sur, sin embargo, fue detenido por los garamantes. Cirenaica se había convertido en parte del Egipto helenístico ya desde la época de Ptolomeo I Sóter, a pesar de las frecuentes revueltas y usurpaciones.
En 74 a. C. se estableció la nueva provincia, gobernada por un legado de rango pretoriano (Legatus pro praetor) y acompañada por un cuestor (quaestor pro praetor). Pero en el año 20 a. C. Cirenaica se unió a la isla de Creta en la nueva provincia de Creta y Cirenaica, debido a la herencia griega común.
El territorio de Cirenaica se caracterizó por el contraste entre los pueblos costeros de Pentápolis, habitados por griegos, y los territorios habitados por libios. Los primeros habían conservado sus propias instituciones y se unieron en una asociación, mientras que su independencia fue reconocida por la Constitución ptolemaica de 248 a. C. En algunas de estas ciudades había una gran minoría de la población compuesta por hebreos, quienes estaban organizados con sus propias reglas. Los pocos ciudadanos romanos de la provincia se organizaron en el Conventus civium Romanorum.

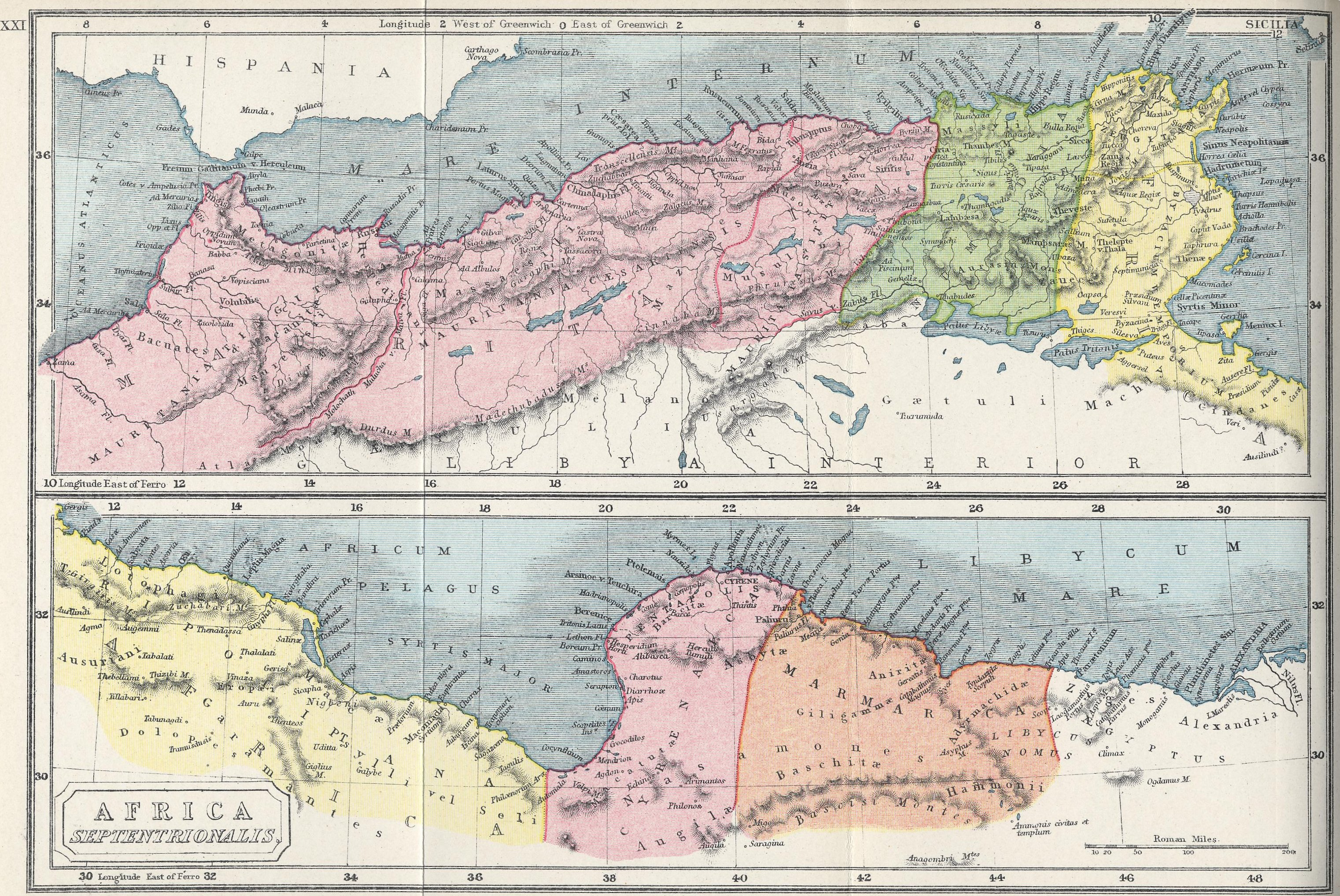
Mapa de África romana (siglo II d.C.). El mapa superior muestra Mauritania, Numidia y África, el mapa inferior muestra Tripolitania, CIrenaica (Pentápolis) y Marmarica.

El territorio de Tripolitania se caracterizó por la presencia de una fuerte influencia púnica en las tres ciudades principales (Tripolitania significa "tierra de tres ciudades") de Oea (actual Trípoli), Sabratha y Leptis Magna, pero a finales de la época de Augusto la costa el área estaba casi completamente romanizada.
Pocas fueron las incursiones de las tribus nómadas del desierto contra las ciudades de la provincia durante al menos los dos primeros siglos. Se sabe que en la época del emperador Domiciano, los nasamones, una tribu libia que vivía al sur de Leptis Magna,se rebelaron, trayendo destrucción y derrotando al legatus de la Legio III Augusta Cneo Suelio Flaco, quien había ido a su encuentro. Pero cuando regresó más tarde con refuerzos, los aplastó a todos, para que Domiciano pudiera decir ante el Senado romano la célebre: «Evité que los nasamones existiera».

En cambio, más grave fue la revuelta judía que golpeó principalmente a Pentápolis en la época de Trajano,  en 115-116. En Cirenaica, los rebeldes estaban dirigidos por un tal Lukuas o Andreas, que se hacía llamar "Rey", según Eusebio de Cesarea. Su grupo destruyó muchos templos, incluidos los de Hécate, Júpiter, Apolo, Artemisa e Isis, así como las estructuras civiles que eran símbolos de Roma, incluido el Cesareo, la basílica y las thermae o baños públicos imperiales. Las poblaciones griegas y romanas fueron masacradas: el historiador cristiano del siglo IV Paulo Orosio registra que la violencia despobló tanto la provincia de Cirenaica que Adriano tuvo que establecer nuevas colonias:
Los judíos ... hicieron la guerra a los habitantes de Libia de la manera más salvaje, y el país estaba tan devastado que, habiendo sido asesinados sus cultivadores, su tierra habría permanecido completamente despoblada, si el emperador Adriano no hubiera reunido colonos. de otros lugares y los envió allí, porque los habitantes habían sido exterminados.

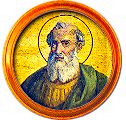
Papa Víctor I, nacido en Leptis Magna

Después de Adriano, el cristianismo comenzó a ser la religión más importante en la Libia romana hasta la llegada de los árabes.
Durante el reinado del emperador Septimio Severo, nacido en Leptis Magna, estaba sentado en la "Silla de Pedro" el Papa Víctor I (181-191), también natural de Leptis Magna y probablemente su obispo. Hasta la época de Víctor, Roma celebró la misa en griego: el Papa Víctor I cambió el idioma al latín, que se usaba en su natal Libia romana. Según Jerónimo, fue el primer autor cristiano en escribir sobre teología en latín.
Además, Arrio, formulador alrededor del año 310 del arrianismo, procedía de Ptolemaida. Algunos siglos más tarde, en Cirenaica, los seguidores monofisitas de la iglesia copta dieron la bienvenida a los árabes musulmanes como liberadores de la opresión bizantina.

## Septimio Severo
El mejor período de la Libia romana fue bajo el emperador Septimio Severo, nacido en Leptis Magna. Prefería su ciudad natal por encima de todas las demás ciudades provinciales, y los edificios y la riqueza que prodigaba hicieron de Leptis Magna la tercera ciudad más importante de África, rivalizando con Cartago y Alejandría. En 205, él y la familia imperial visitaron la ciudad y recibieron grandes honores. Entre los cambios que Severo introdujo en esta ciudad estaban la creación de un nuevo foro magnífico y la reconstrucción de los muelles.

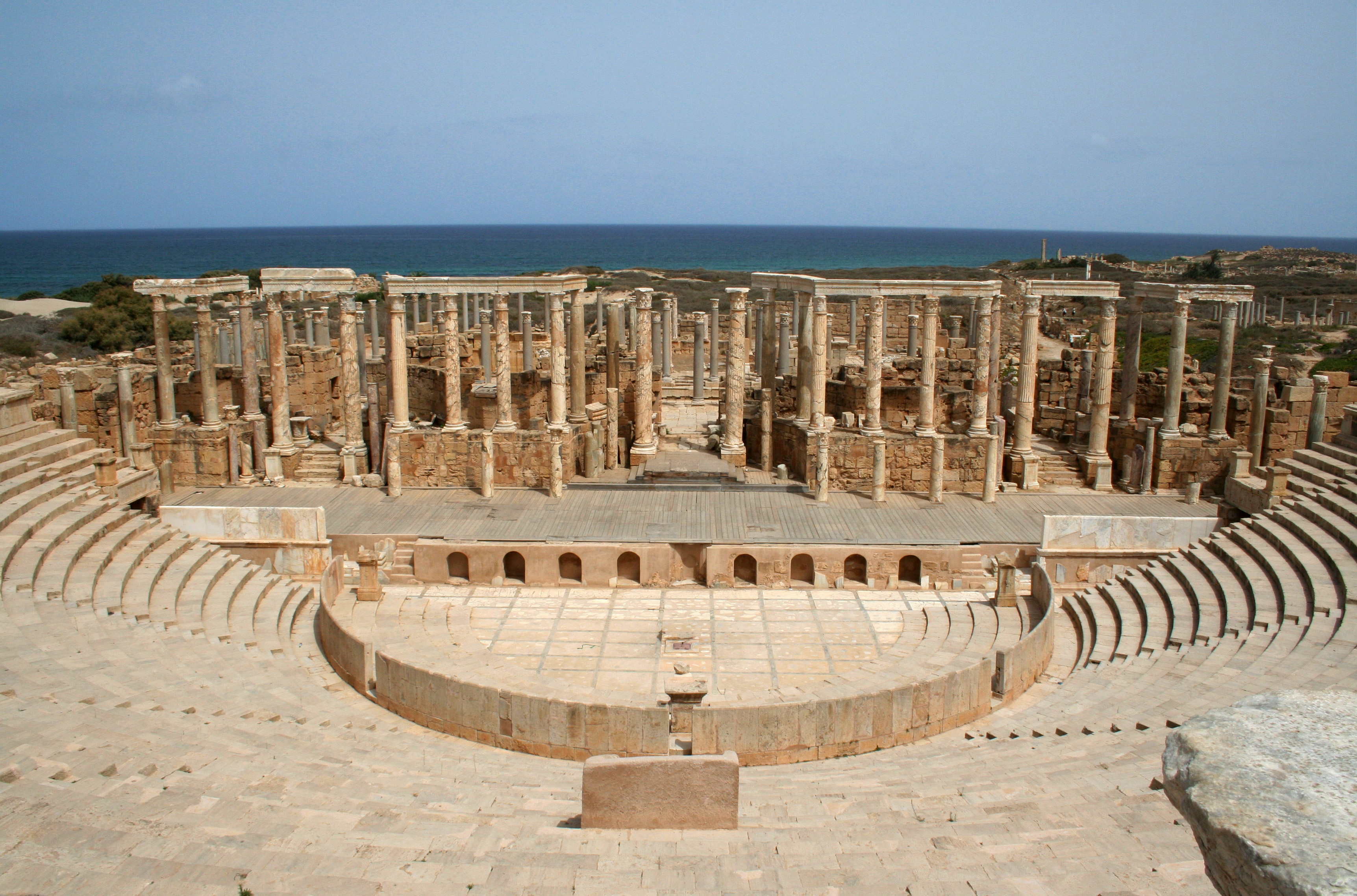
Teatro de Leptis Magna

Enriqueció a toda Libia, pero principalmente a Tripolitania, defendiéndola con un Limes Tripolitanus ampliado contra los garamantes: esta poderosa tribu era un estado cliente del Imperio Romano, pero como nómadas siempre pusieron en peligro la fértil zona costera de Tripolitania. De hecho, el limes se expandió bajo los emperadores Adriano y Septimio Severo, en particular bajo el legado Quinto Anicio Fausto en 197-201.

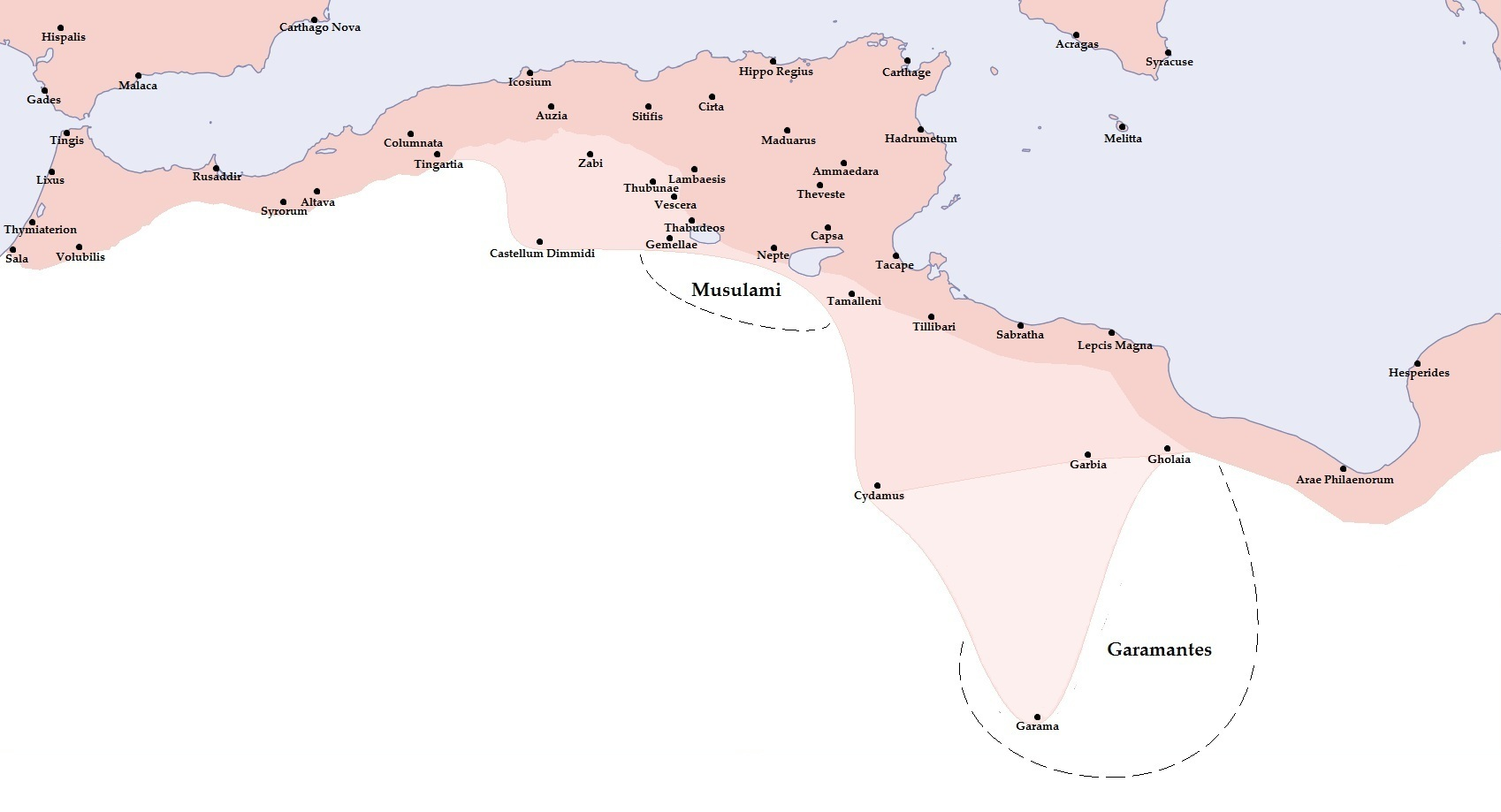
La expansión de la frontera africana durante el reinado de Severo (coloreado más oscuro). Severo incluso mantuvo brevemente una presencia militar en Garama en 203 d. C. (coloreado más claro).

Anicio Fausto fue nombrado legatus de la Legio III Augusta y construyó varias fortalezas defensivas del Limes Tripolitanus en Tripolitania, entre las que se encuentran Garbia y Golaia (actual Bu Ngem) para proteger la provincia de las incursiones de tribus nómadas.
Como consecuencia, la ciudad romana de Ghirza, situada lejos de la costa y al sur de Leptis Magna, se desarrolló rápidamente como una rica zona agrícola. Ghirza se convirtió en una ciudad en auge después de 200, cuando Septimio Severo había organizado mejor el Limes Tripolitanus.
A finales de 202, Severo lanzó una campaña en la provincia de África. El legado de la Legio III Augusta Anicio Fausto había estado luchando contra los garamantes a lo largo del Limes Tripolitanus durante cinco años, capturando varios asentamientos del enemigo como Cydamus, Gholaia, Garbia y su capital, Garama, más de 600 km al sur de Leptis Magna.
Hacia 203, toda la frontera sur del África romana se había ampliado y reforzado drásticamente. Los nómadas del desierto ya no podían atacar con seguridad el interior de la región y escaparon de regreso al Sahara. Durante otro siglo, el legado de Septimio Severo dio paz y prosperidad a la Libia romana.

## Economía

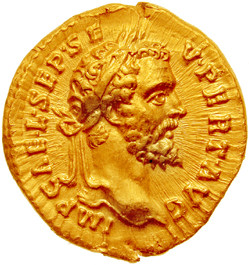
Septimio Severo, que se muestra en una moneda de oro, mejoró enormemente la economía de su natal Libia romana.

Durante más de 400 años, Tripolitania y Cirenaica fueron provincias romanas ricas y parte de un estado cosmopolita cuyos ciudadanos compartían un idioma, un sistema legal y una identidad romana comunes. La Libia romana fue próspera y alcanzó una edad de oro en el siglo II d. C., cuando la ciudad de Leptis Magna rivalizaba con Cartago y Alejandría en prominencia.
Las ruinas romanas, como las de Leptis Magna y Sabratha en la actual Libia, atestiguan la vitalidad de la región, donde ciudades populosas e incluso pueblos más pequeños disfrutaban de las comodidades de la vida urbana: el foro, los mercados, los entretenimientos públicos y los baños. en cada rincón del Imperio Romano.
Los comerciantes y artesanos de muchas partes del mundo romano se establecieron en la costa de Libia. Los exsoldados se establecieron en el área "Centenaria" de Tripolitania, y se desarrolló la tierra árida. Se construyeron presas y cisternas en el uadi Ghirza, entonces no seco como actualmente, para regular las inundaciones repentinas. Estas estructuras aún son visibles. Como consecuencia, el área al sur de Leptis Magna se convirtió en un importante exportador de aceite de oliva y cereales a Roma y la provincia fue muy romanizada, de acuerdo a Theodor Mommsen.
El nivel de esta romanización se puede deducir incluso de la supervivencia del romance africano: el geógrafo árabe del siglo XII Muhammad al-Idrisi escribió que la gente del área de Gafsa (la "Capsa" romana, cerca del noroeste de Tripolitania) usaba un idioma al que llamó al-latini al-afriqi o latín de África.
Tripolitania era un importante exportador de productos agrícolas, así como un centro para el oro y los esclavos transportados a la costa por los garamantes, mientras que Cirenaica seguía siendo una importante fuente de vinos, drogas y caballos.

## Últimos siglos

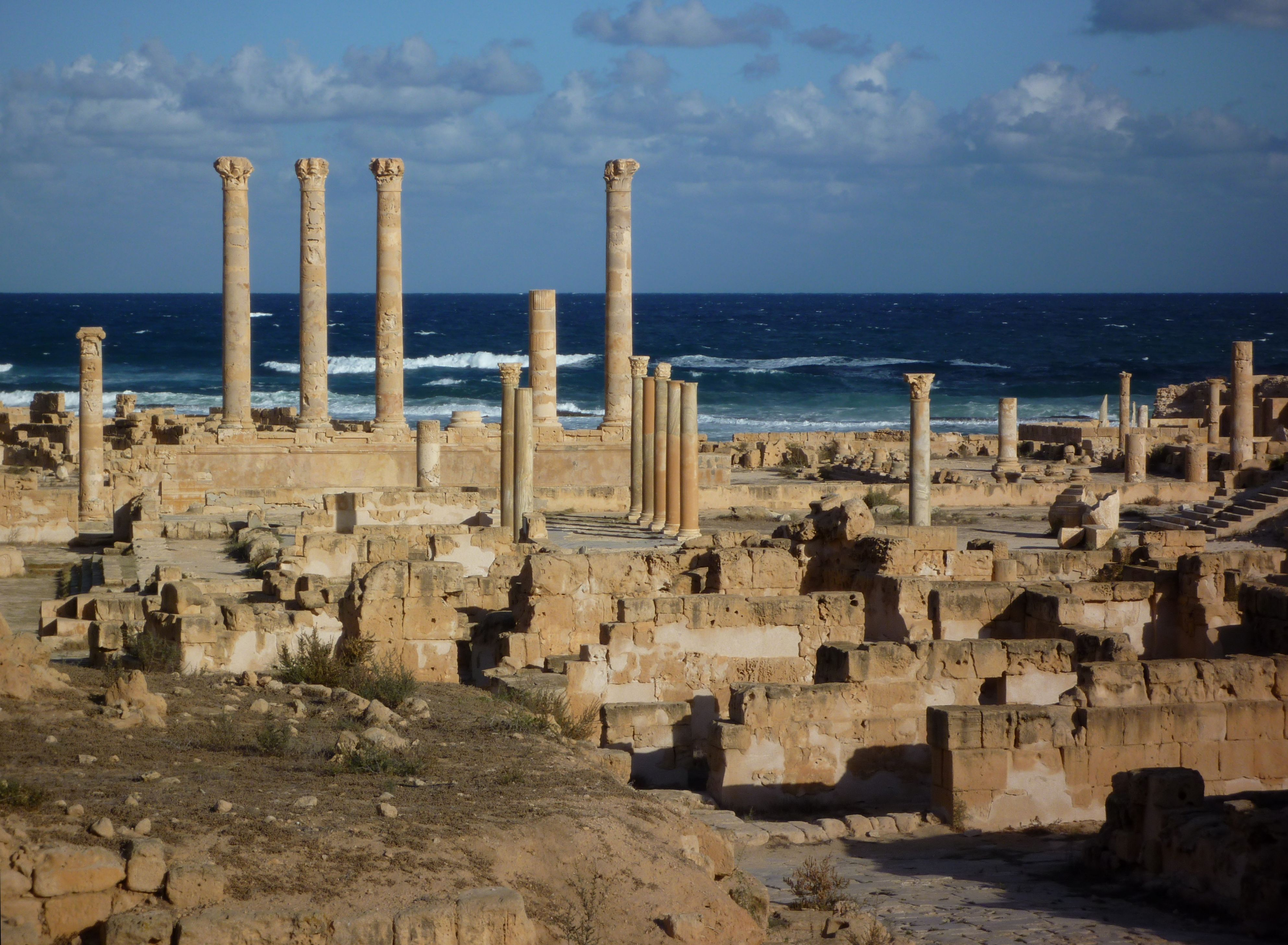
Sabratha: Templo de Júpiter

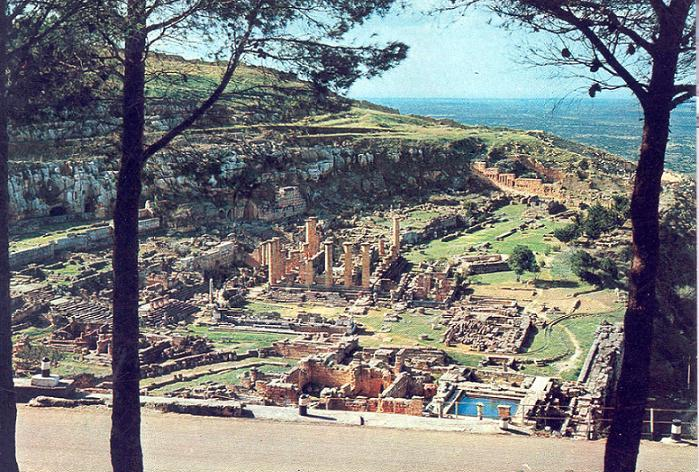
Cirene

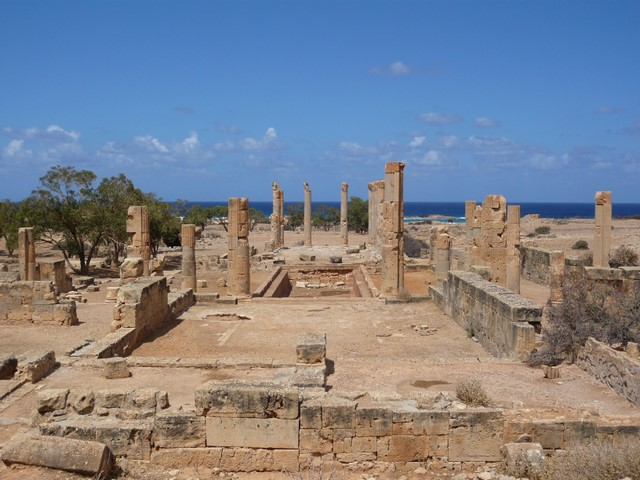
Ptolemaida: la "Villa de las Columnas"

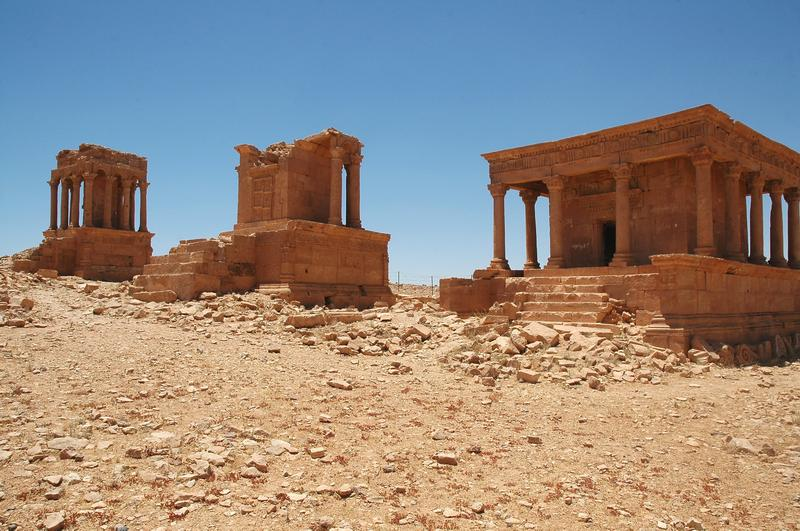
Tumbas romanas monumentales en Ghirza

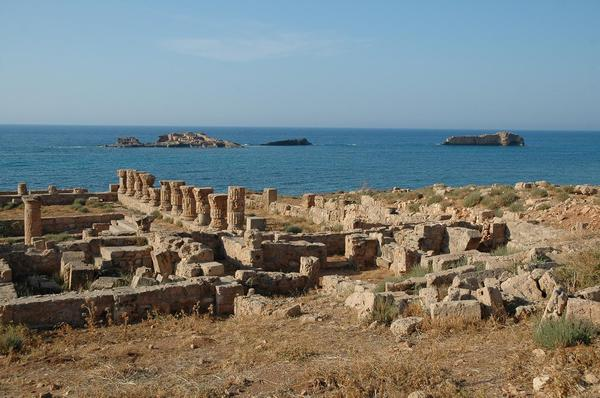
Apolonia: restos de mole (fondo) y casa de baños (primer plano) de la antigua ciudad portuaria. La cuenca circular del puerto, que en la antigüedad llegaba hasta las rocas del fondo, fue tragada en gran parte por el mar en el terremoto de Creta del 365 d. C.

Después de Septimio Severo, la Libia romana declinó lentamente durante el siglo siguiente, antes de ser destruida por el tsunami del 365 d. C. La recuperación fue fallida, y mucho antes de la invasión árabe a mediados del siglo VII, la civilización grecorromana había estado colapsando en el área, excepto en Oea.
Como parte de su reorganización del imperio en 296 d. C., el emperador Diocleciano separó la administración de Creta de la de Cirenaica y en esta última formó las nuevas provincias de Alta Libia y Baja Libia, utilizando el término Libia por primera vez en la historia como designación administrativa. De hecho, las reformas de la tetrarquía de Diocleciano cambiaron la estructura administrativa:
- Cirenaica se dividió en dos provincias: "Libia Superior" o "Libia Pentápolis", que comprendía la Pentápolis antes mencionada con Cirene como capital, y "Libia Inferior" o "Libia sicca", la Marmarica con la única ciudad significativa Paraetonium, cada una bajo un gobernador del modesto rango de praeses. Ambos pertenecían a la Diócesis de Egipto, dentro de la prefectura pretoriana de Oriente.
- Tripolitania, la mayor escisión de África proconsularis, pasó a formar parte de la Diócesis de África, subordinada a la prefectura de Italia y África. Después del devastador tsunami de 365, la capital de Cirenaica se trasladó a Ptolemaida. Con la partición definitiva del imperio romano en 395, Tripolitania quedó unida al imperio romano occidental, mientras que Cirenaica al imperio oriental, más tarde llamado bizantino. Fue brevemente parte del Reino Vándalo al oeste, hasta su reconquista por Belisario en 533.

En abril de 534, el antiguo sistema provincial romano junto con el aparato completo de la administración romana fue restaurado, bajo un prefecto del pretorio. Durante los años siguientes, bajo el astuto general Salomón, que combinó los cargos de magister militum y prefecto pretoriano de África, se fortaleció el dominio romano en Libia (Theodorias fue refundada), pero la lucha continuó contra las tribus bereberes en el retaguardia.
Salomón logró importantes éxitos contra ellos, pero su trabajo fue interrumpido por un motín militar generalizado en 536. El motín fue finalmente sometido por Germano, un primo de Justiniano, y Salomón regresó en 539. Cayó, sin embargo, en la batalla de Cillium en 544 contra las tribus bereberes unidas, y la Libia romana volvió a estar en peligro. No sería hasta el año 548 d. C. que la resistencia de las tribus bereberes sería finalmente quebrada por el talentoso general Juan Troglita. Sobre esta lucha se escribió el último poema épico latino de la antigüedad, de Bellis Libycis de Flavio Cresconio Coripo.
Sucesivamente, la provincia entró en una era de relativa estabilidad y prosperidad, y se organizó como un exarcado independiente en 584. Eventualmente, bajo Heraclio, Libia y África acudirían al rescate del propio Imperio, derrocando al tirano Focas y derrotando a los sasánidas y los ávaros.
Pero ese fue el último logro romano: en 642 los árabes musulmanes comenzaron a conquistar Libia. Los árabes lograron expulsar temporalmente a los bizantinos de Trípoli en 645, pero no siguieron esa conquista con el establecimiento de una presencia árabe permanente en la ciudad. No se llevaron a cabo más incursiones hasta 661, cuando la nueva dinastía omeya bajo Mu'awiya marcó el comienzo de una nueva era de expansión musulmana. Una campaña oficial para conquistar el norte de África comenzó en 663, y los árabes pronto controlaron la mayoría de las principales ciudades de Libia. Trípoli volvió a caer en el 666, y esta vez los musulmanes se aseguraron el control de sus nuevas tierras al no retirarse inmediatamente a Egipto después de la conquista.
En el 670, toda Libia estaba en manos de los árabes: el dominio romano iniciado en el siglo II a. C. finalmente terminó. Sólo en la época de Benito Mussolini, más de mil años después, Libia fue recreada como entidad política en 1934, con un nombre tomado de las reformas de Diocleciano.

## Ciudades principales
La vida en la Libia romana se concentró en unas pocas ciudades costeras, en su mayoría fundadas por griegos y fenicios:
- Leptis Magna en Tripolitania[20][21]
- Oea en Tripolitania[22]
- Sabratha en Tripolitania[23][24]
- Cirene (Pentápolis)[25]
- Apolonia (Pentápolis)[26]
- Arsinoe (Pentápolis)[27]
- Berenice (Pentápolis)[28]
- Barca (Pentápolis)[29]
- Ptolemaida en Cirenaica[30][31]
- Paraetonium en Marmarica
- Antipirgon en Marmarica[32]
- Ghirza en el Sahara tripolitano[33][34]